# 富久力松
富久 力松（とみひさ りきまつ、1898年3月23日 - 1988年12月28日）は、日本の経営者、工学博士。東洋ゴム工業社長、会長を務めた。岡山県出身。

## 経歴
岡山県生まれ。第六高等学校 (旧制)を経て、1923年に京都帝国大学工学部工業化学科を卒業し、同大学で助手を務めた。師は喜多源逸。在学中に喜多とともにベークライトの製法特許を取得している。1929年学位論文「ヴィスコースの研究」により京都帝国大学より工学博士号を取得。昭和レーヨン、東洋紡での勤務を経て、1945年8月に東洋ゴム工業社長に就任。1965年5月に会長に就任し、1971年5月に取締役相談役、1975年5月に相談役を経て、1978年6月には名誉顧問に就任。設立時より長きにわたり経営を担い同社の発展に尽力した。社外においては日本ゴム工業会、大阪ロータリークラブの会長職。大阪工業会、発明協会の副会長職などを務めた。文才にも恵まれ『蝸牛随想』全10集（東洋ゴム工業ほか、1954-85年）が刊行されている。1960年5月に藍綬褒章を受章、1968年4月に勲三等旭日中綬章、1975年11月に勲二等瑞宝章を受章。
1988年12月28日心不全のために死去。90歳没。